# Chironomus sanctipaula
Chironomus sanctipaula är en tvåvingeart som beskrevs av James E. Sublette 1966. Chironomus sanctipaula ingår i släktet Chironomus och familjen fjädermyggor.
Artens utbredningsområde är Alaska. Inga underarter finns listade i Catalogue of Life.